# アレン国際短期大学
アレン国際短期大学（あれんこくさいたんきだいがく、英語: Allen International Junior College）は、岩手県久慈市本町3-11に本部を置いていた日本の私立大学である。1970年に設置され、2007年に廃止された。大学の略称はアレン。

## 概要

### 大学全体
- 岩手県久慈市に所在した日本の私立短期大学[1]。
- 米国人宣教師であり、学校法人頌美学園[注 1][2]の創立者であるタマシン・アレンにより、1970年にアレン短期大学として学科数1、入学定員80名体制で開学したことに始まる[3]。
- 2003年度の入学生を最後に[注 2]、2007年に短期大学としての使命を終える[5]。
- 2005年の短期大学閉校後も、旧キャンパス内にある付属の久慈幼稚園は、学校法人東北文化学園大学グループの一員として存続している。

### 教育および研究
- 英語英文科は編入学・海外留学のコース、国際ビジネスや観光関連のコースがあった。人間コミュニケーション学科は、地域福祉コース、環境・人間コース、異文化コミュニケーションコースの3コース制となった。

### 学風および特色
- アレン国際短期大学は開学以来、全寮制で男子寮、女子寮ともに完備されていた。
- 留学システムが導入されており、米国オレゴン州・ニューバーグ市にあるジョージ・フォックス大学や、ネバダ州リノ市にあるネバダ州立大学リノ校、テキサス州ベルトン市にあるメリー・ハーデン・ベイラー大学が留学提携姉妹校となっていた。
- 編入指導が徹底しており、学生の出身校は全国にわたっていた。

## アレン記念館

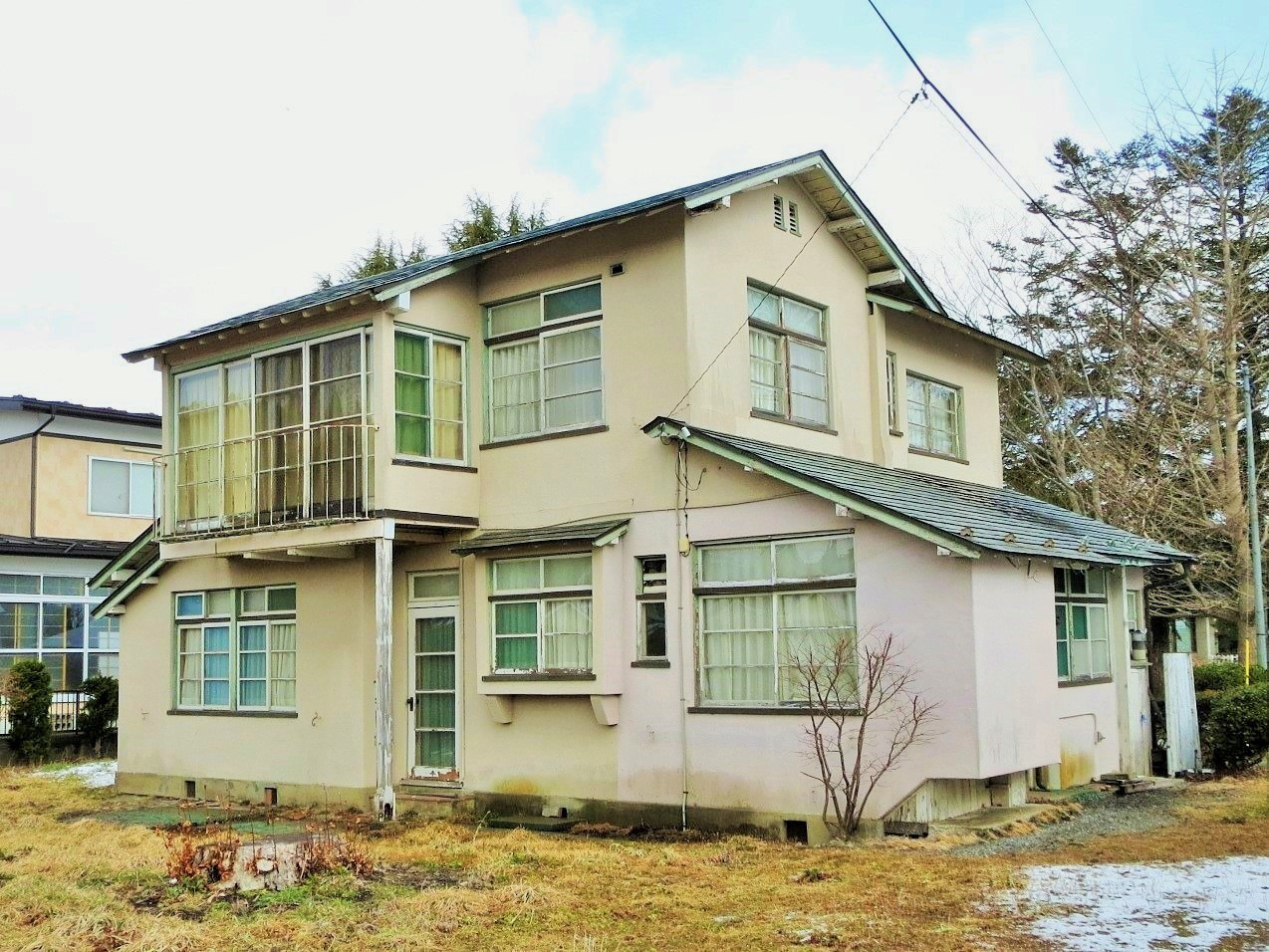
アレン記念館

キャンパス内にある タマシン・アレンが居住したアレン記念館は、日本で数多くの西洋建築を手掛けたウィリアム・メレル・ヴォーリズの設計によるもので、1941年建築。東北では数少ないヴォーリズによる近代化を示す洋風建造物で後世に残すべき貴重な文化遺産であるとして、2016年、国の登録有形文化財（建造物）に登録された。

## 沿革
- 1938年 米国人宣教師 タマシン・アレンによる久慈幼稚園が創設される[8]。
- 1952年
  - 7月 同じく、タマシン・アレンにより 学校法人頌美学園が創立される[9]。
- 1970年
  - 2月1日 左記を以て文部省[注 3]より短期大学の設置が認可される[注 4]。
  - 4月1日 左記を以てアレン短期大学が以下の学科体制にて開学する。
    - 英語英文科 入学定員80名[12]

  - 5月1日 学生数[13]/定員
    - 英語英文科 4[注 5]/80
- 1971年
  - 4月1日 教員の免許状授与の所要資格を得させるための課程の認定を行った大学等の1校となる。種類は以下の通りである[14]。
    - 中学校教諭二級免許状（英語）
- 1995年
  - 4月1日 アレン国際短期大学と改称[15]。目黒安子教授が理事長兼学長に就任、2005年の閉学まで学園存続に向けた諸改革を行った。
  - 5月1日 学生数[16]/定員
    - 英語英文科 183[注 6]/160
- 1999年
  - 5月1日 学生数[17]/定員
    - 英語英文科 87[注 7]/160
- 2001年 地域文化研究センター設置。
- 2001年 北リアス地域国際交流委員会設置。
- 2002年
  - 4月1日 英語英文科から人間コミュニケーション学科に改変[18]。
  - 同 東北文化学園大学に経営統合[18]。
- 2003年
  - 4月1日 この年度をもって学生募集を終了とする。付属幼稚園は久慈幼稚園（学校法人東北文化学園大学グループ）として存続している。
- 2005年
  - 3月に最後の卒業式を行い閉校[19]。
- 2007年
  - 1月11日 左記を以て正式に廃止の認可がおりる[5]。
- 2019年
  - 校舎解体[20]

## 基礎データ

### 所在地
- 岩手県久慈市本町3-11

### 象徴
- カレッジマークは右記の資料にあり[9]。

## 教育および研究

### 組織

#### 学科
- 人間コミュニケーション学科 入学定員80名[注 8]

#### 取得資格について
- 教職課程として中学校教諭二種免許状（英語）が設置されていた[22]。

#### 附属機関
- 地域文化研究センター

#### 研究
- 『アレン短期大学紀要』[23]
- 『アレン国際短期大学紀要 増刊1号』[24]ほか。

### 大学関係者一覧

#### 大学関係者
- タマシン・アレン
- 岩島久夫
- 高橋克彦（直木賞作家）

### 他大学との協定

#### アメリカ合衆国[22]
- ジョージ・フォックス大学
- ネバダ州立大学リノ校
- メリー・ハーデン・ベイラー大学

#### 日本
- 放送大学 1994年1月より単位互換協定を結ぶ[22]。

### 系列校
- 頌美小学校（閉校）
- 頌美中学校（閉校）
- 久慈幼稚園（学校法人東北文化学園大学 グループ）

## 卒業後の進路について

### 就職について
- 就職実績として、日本コカ・コーラ・七十七銀行・みちのく銀行・新潟交通・宮城交通・井村屋製菓などがある。ほか、岩手県中学校教諭に就いた人もみられる[22]。

### 編入学・進学実績
- 山形大学・都留文科大学・酪農学園大学・東北学院大学・東北福祉大学・宮城学院女子大学・日本福祉大学・関西大学ほか海外の大学への編入学者も多かった[22]。